# Jörn Pachl
Jörn Pachl (* 15. April 1964 in West-Staaken, Gemeinde Falkensee, Kreis Nauen, heute Berlin) ist Professor und geschäftsführender Leiter des Instituts für Eisenbahnwesen und Verkehrssicherung an der Technischen Universität Braunschweig sowie Autor mehrerer Bücher aus dem Fachbereich Eisenbahnwesen.

## Karriere
Pachl absolvierte eine Ausbildung im Betriebsdienst der Deutschen Reichsbahn und studierte danach von 1984 bis 1989 Verkehrsingenieurwesen an der Hochschule für Verkehrswesen in Dresden. Nach seinem Abschluss als Diplom-Ingenieur arbeitete er als Assistent am Institut für Verkehrssicherungstechnik der Hochschule. 1991 wechselte er zur Deutschen Bundesbahn und promovierte 1993 an der Technischen Universität Braunschweig mit dem Thema Automatische Zuglenkanlagen. Im Jahr 1996 wurde er zum Universitätsprofessor ernannt und übernahm die Leitung des Instituts für Eisenbahnwesen und Verkehrssicherung der TU Braunschweig. Pachl ist Gründungsmitglied der International Association of Railway Operations Research (IAROR) sowie Mitglied im Verband Deutscher Eisenbahn-Ingenieure (VDEI), Mitglied des Railroad Operating Technologies Committee beim Transportation Research Board (TRB) und Fellow of the Institution of Railway Signal Engineers (IRSE). Pachl forscht insbesondere zu Aspekten des Eisenbahnbetriebs, wie z. B. Systemtechnik, Regelwerke, Fahrplan- und Infrastrukturplanung. Er ist Mitbegründer des Studiengangs „Mobilität und Verkehr“ sowie Initiator des „Virtuellen Eisenbahnbetriebslabors“.

## Veröffentlichungen
- Systemtechnik des Schienenverkehrs. Bahnbetrieb planen, steuern und sichern. 8. überarbeitete und erweiterte Auflage, Verlag Springer Vieweg 2016, ISBN 978-3-658-12985-9.
- Railway Operation and Control. VTD Rail Publishing, Mountlake Terrace (USA) 2009, 2. Auflage, ISBN 978-0-9719915-8-3.
- mit Peter Naumann: Leit- und Sicherungstechnik im Bahnbetrieb. Tetzlaff Verlag 2004, ISBN 3-87814-702-3.
- mit Hans-Joachim Ritzau und Karl Oettle: Die Bahnreform – eine kritische Sichtung. Ritzau-Verlag, Pürgen 2003, ISBN 3-935101-04-X.
- Betriebsführung und Infrastruktur, in: Lothar Fendrich (Hrsg.): Handbuch Eisenbahninfrastruktur. Springer Verlag, 2006,  S. 559–598, ISBN 978-3-540-29581-5.
- mit mehreren anderen: Handbuch – Das System Bahn. Eurailpress 2008, ISBN 978-3-7771-0374-7.
- mit Ingo Hansen: Railway Timetable & Traffic. Analysis – Modelling – Simulation. Eurailpress 2008, ISBN 978-3-7771-0371-6.
- mit mehreren anderen: Railway Signalling & Interlocking – International Compendium. Eurailpress 2009, ISBN 978-3-7771-0394-5.